# Løvegård
Løvegård er en herregård på Vestsjælland, beliggende 2 km syd for byen Løve, 3 km syd for Høng, 11 km nord for Slagelse og 28 km sydøst for Kalundborg. Herregården ligger i Gierslev Sogn i Kalundborg Kommune. Herregården er i dag lejet ud og anvendes som psykoterapeutisk botilbud.
Løvegård er på 222 hektar og er nu en avlsgård under Valdemarskilde Gods.

## Ejere af Løvegård
- (1231-1695) Kronen
- (1695-1696) Erasmus Bartholin / Caspar Bartholin / Holger Jacobaus
- (1696-1719) Brostrup Albertin
- (1719-1730) Caspar Bartholin
- (1730-1733) Ventin
- (1733-1742) Søstrene Sophie, Margrethe & Cathrine Fincke
- (1742-1745) Jens Rasmussen Fisker
- (1745-1760) Jens Bremer / Hans Lauridsen
- (1760-1763) Jens Bremer
- (1763-1766) Niels Hansen
- (1766-1767) Frederik von Raben
- (1767-1771) Niels Oschatz
- (1771-1772) Frederik von Raben
- (1772-1778) Hans Jensen Bjerregaard
- (1778-1781) Christian Frederik von Holstein
- (1781-1788) Slægten von Holstein
- (1788-1793) Frederik C. Plum
- (1793-1802) Hans Tolderlund
- (1802-1803) Margrethe Elisabeth Hjorth gift Tolderlund
- (1803) Niels Henningsen
- (1803-1805) Forskellige ejere
- (1805-1806) Haagen Christian Astrup
- (1806) Johan Christoffer Hoppe / Frederik Hoppe
- (1806-1810) Johan Christoffer Hoppe
- (1810) Christian Rothe
- (1810-1812) Frederik Christian Lassen / Gregers Begtrup
- (1812) Reinholt von Jessen
- (1812-1824) Rasmus Roulund
- (1824) J. C. Hoppe
- (1824-1826) Hans Roulund
- (1826-1836) Christian Ludvig Klingberg
- (1836-1843) Olaus Olavis Meldahl
- (1843-1847) Poul Ernst Constantin Brun
- (1847-1859) Jørgen Henrik Theodor Hasle
- (1859-1874) Andreas Borchhorst
- (1874-1895) Carl Emil Appeldorn
- (1895-1907) Trock
- (1907-1921) C.A.N. Lawaetz
- (1921-1947) H. Hasselbalch
- (1947-1952) John Vedde A/S
- (1952-1963) Winnie Vedde gift Strandbygaard
- (1963-1998) Denis de Neergaard
- (1998-) Michael H.V. de Neergaard

## Udbygninger
- (1772) Bindingsværksgård med stuehus på 21 fag
- (1774) Gården udflyttet. trelænget hovedbygning, trelænget avlsgård opført
- (1912) Avlsgården genopført efter brand